# Freenom
Freenom (precedentemente conosciuta come Freedom Registry) è un'azienda con sede ad Amsterdam, nei Paesi Bassi, che opera nel settore della fornitura di servizi di registrazione di domini e di risoluzione dei DNS.
Freenom fa parte del gruppo OpenTLD B.V. che è operante a livello mondiale nel settore della registrazione dei nomi di dominio di primo livello nazionale (ccTLD) e grazie ai suoi sussidiari Dot TK e Dot ML, l'azienda fornisce registrazione di domini, servizi di monetizzazione di dominio e servizi di supporto.
Il registro dei nomi di dominio Internet .tk, registrato nel paese di Tokelau, nell'Oceano Pacifico, è attualmente il più grande ccTLD al mondo, ed il più grande TLD, dopo il .com.
Freenom viene lanciato dal fondatore ed attuale amministratore delegato Joost Zuurbier nel dicembre 2012.

## Storia
Nel 2001, Zuurbier propose il progetto .tk agli anziani delle isole di Tokelau, che, considerando il vantaggio di ottenere la loro prima struttura ICT ed un innovativo ccTLD aperto in Internet, accolsero la proposta.
Solo nel 2006, dopo 5 anni dalla proposta, l'ICANN si convinse della validità del progetto, sostenendo la posizione già favorevole degli anziani delle isole. Infatti Inizialmente l'ICANN fu scettico riguardo alla legittimità dell'affare e volle approfondire, anche incontrando gli abitanti, per garantire loro che non venissero ingannati circa i propri diritti come ccTLD. L'ICANN fu molto determinato nel richiedere che i server e le altre infrastrutture fossero ospitate esclusivamente nel territorio di Tokelau. In seguito dovettero rinunciare quando capirono quanto difficile sarebbe stato installare i server nelle isole e permisero di installarli ad Amsterdam, presso la Freenom stessa.
Nel settembre del 2007 Dot TK firmò un accordo permanente con Tokelau che incrementa annualmente più del 10% del PIL delle isole. Successivamente decisero di rimuovere le pubblicità da tutti i domini .tk, rendendoli liberi.
Lanciarono nel 2011 una delle prime strutture Cloud di DNS AnyCast al mondo.
Nel 2012 strinsero delle partnership con i governi del Mali, Gabon e della Repubblica Centrafricana.
Nel novembre 2013 Architelos menziona .tk come più largo operatore ccTLD al mondo, con più di 20 milioni di domini.
L'azienda venne finanziata nel Dicembre del 2013 da un gruppo di investitori, guidati da Kima Ventures (KIMA), con un fondo di 3 Milioni di Dollari.
Nell'ottobre del 2014 strinse accordi anche con la Guinea Equatoriale.
Nel novembre 2016 hanno lanciato Freenom World, resolver anonimo open DNS.

## Prodotti
I prodotti di Freenom sono:
- Registrazione di nomi a dominio di primo livello
- Servizio di risoluzione dei DNS
- Monetizzazione di domini
- Supporto e servizi di consultazione